# 蕭潤邦
蕭潤邦（英語：Oscar Siu，1981年1月10日—），又名蕭唯展，前香港歌手、模特兒，後經營飲食業生意，妻子為女藝人江若琳。

## 生平
蕭潤邦於2002年起從事模特兒，進入演藝界。2007年與古馳組成音樂組合「Bliss」，於樂壇出道，但2008年即退出樂壇。
2008年赴上海學習製作生煎包，於2010年在香港創業，與友人合資經營生煎包店，亦得父母協助，後發展成連鎖店。
2018年與女藝人江若琳結婚，2023年誕下一子。